# Gankutsuō
Gankutsuou: O Conde de Monte Cristo é um anime de ficção científica produzido pelo estúdio Gonzo. Adaptado do clássico de Alexandre Dumas, O Conde de Monte Cristo, o anime possui 24 episódios e foi ao ar entre outubro de 2004 e março de 2005. A série também foi adaptada para um CD Drama, uma série de light novels pelo roteirista Shuichi Kouyama, e um mangá escrito e ilustrado pelo criador da série Mahiro Maeda entre 2005 e 2008.
Originalmente planejado como uma adaptação do romance The Stars My Destination por Alfred Bester, problemas com direitos autorais forçaram Maeda a adaptar o romance de Dumas, que serviu como inspiração para a história de Bester. Maeda criou a história e personagens em parceria com o roteirista Kouyama, e o design dos personagens com o artista Hidenori Matsubara. A arte do anime combina o Impressionismo Ocidental e o estilo japonês Ukiyo-e. A designer de moda Anna Sui colaborou com o design das roupas. A música foi co-composta por Jean-Jacques Burnel da banda britãnica The Stranglers, que também compôs e cantou as canções principais. A série foi aclamada pela crítica ocidental e recebeu diversos prêmios internacionais.

## Sinopse
Durante uma viagem a Luna, Albert e Franz, dois nobres de Paris, encontram um homem envolto por mistério, sedução e carisma que fascina os dois jovens, especialmente Albert. Ninguém sabe quem ele é, de onde veio ou o que ele quer, apenas que fez fortuna rapidamente e agora vive de forma luxuosa. Pretendendo viajar à Paris, o Conde pede um favor à Albert: que o apresente à alta sociedade de Paris.

## Músicas
- Tema de Abertura : We Were Lovers, do cantor Jean-Jacques Burnel
- Tema de Encerramento: You won't See me Coming, do cantor Jean-Jacques Burnel

## Dubladores Brasileiros
- Paulo Celestino: Conde de Monte Cristo
- Marcio José de Araújo: Albert
- Patricia Scalvi: Mercedez
- Marcelo Campos: Andrea
- Cesar Marchetti: Baptistin
- Jorge Cerruti: Barker
- Renato Soares: Beauchamp
- Sidney Lilla: Bertuccio
- Emerson Caperbat: Bertuccio
- Gileno Santoro: Bertuccio
- Antonio Moreno: Danglars
- Rodrigo Andreatto: Debray
- Fernanda Bock: Eduardo
- Priscilla Concepcion: Eugenie
- Sergio Corcetti: Franz
- Patricia Scalvi: Mãe de Franz
- Pedro Alcântara: Franz criança
- Matheus Pereira: Albert criança
- Cecilia lemes: Julie
- Guiga Lopes: Luigi
- Fabio Moura: Marquis X
- Vagner Abiate Fagundes: Maximillien
- Angelica Santos: Michelle
- Yuri: Renauld